# International Academy of Wood Science
The International Academy of Wood Science (IAWS) är en internationell akademi och ideell förening av forskare inom trävetenskaperna och relaterade teknikområden.
Från och med juni 2023 är Dr. Stavros Avramidis, en grekisk-kanadensisk professor och forskare vid University of British Columbia, den 19:e ordföranden för IAWS.Dr. Ingo Burgert från Eidgenössische Technische Hochschule Zürich (ETH Zürich), har samtidigt valts till ställföreträdande ordförande för perioden 2023 till 2026.

## Historia
Akademin grundades den 2 juni 1966 i Paris.
Flera personer var involverade i utvecklingen och grundandet. En central initiativtagare var Dr. Franz Gustav Kollmann från Universitetet i München, som var en mycket aktiv forskare inom träteknik. Han var valdes också tillordförande för akademin under perioden 1966 till 1972, och blev därmed akademins första ordförande.

## Syften
Syftet med akademin är att främja och koordinera utvecklingen av trävetenskapliga forskningen och utbildningen, samtstödja dess anseende på internationell nivå genom att erkänna förtjänta forskare in trävetenskaperna genom att välja dem som Fellow. Därigenom uppmärksammasframstående prestationer inom trävetenskapernaoch en hög standard inom forskning och publicering främjas. Därutöver arrangerar akademin olika former av årliga internationella vetenskapliga konferenser.
Fellows inom IAWS väljs bland personer som är aktivt engagerade inom träforskning i vidaste bemärkelse och som uppvisar en hög vetenskaplig standard.
Uppgifterna för akademins Fellows inkluderar:
- Främjande av högkvalitativ vetenskaplig forskning inom trävetenskaperna.

- Presentation av träforskning vid internationella och nationella möten.

- Informera om betydelsen av träforskningen för regeringar, parlament, industri, press, och övriga organisationer.

- Verka för att forskningsresultat inom området publiceras.

## Kända svenska medlemmar (urval)
Några hedervärda medlemmar i International Academy of Wood Science är listade nedan:
- Erich Adler (1905–1985), Medlem (fram till 1985), Innehavare av Anselme Payen-priset
- Karl-Erik Eriksson (1932–2008), Medlem (fram till 2008)
- Börje Steenberg (1912–2015), Medlem (fram till 2015)[8]

## Publikationer
- Wood Science and Technology Wood Sci Tech Journal (Påverkansfaktor 2022; 3.400)[9]
- IAWS Bulletins